# شهرستان گالاتین، ایلینوی
شهرستان گالاتین، (به انگلیسی: Gallatin County) شهرستانی در ایالت ایلی‌نوی ایالات متحده امریکا و بر طبق سرشماری ۲۰۱۰ این شهرستان ۵۵۸۹ نفر جمعیت داشته‌است.

طبق سرشماری ۲۰۱۰، مساحت این شهرستان ۸۵۰ کیلومتر مربع وسعت داشته که از این مقدار ۱٫۵۶ درصد آب و ۹۸٫۴۴ درصد خشکی می‌باشد.

همسایگان این شهرستان عبارتند از:
- شمال: شهرستان وایت
- شمال‌شرق: شهرستان پوسی، ایندیانا
- شرق: شهرستان یونیون، کنتاکی
- جنوب: شهرستان هاردین
- غرب: شهرستان سالین
- شمال‌غرب: شهرستان همیلتون

صنعت اصلی این شهرستان در سده نوزدهم تولید نمک بوده، و نام خود را از آلبرت گالاتن گرفته‌است.
شاوی تاون، مرکز شهرستان

## نگارخانه

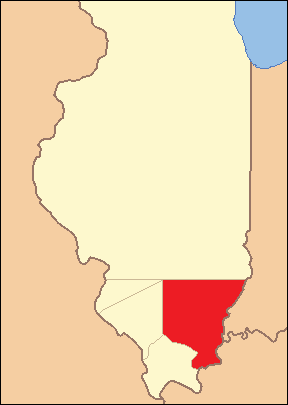
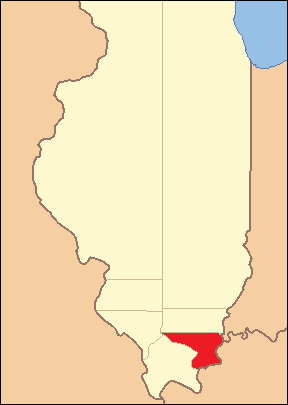
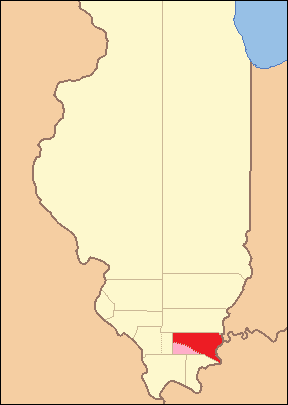
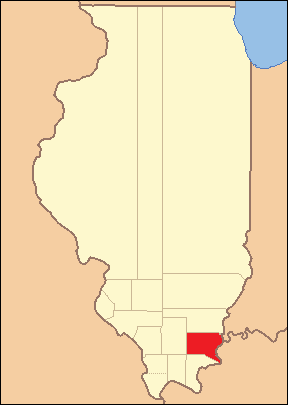
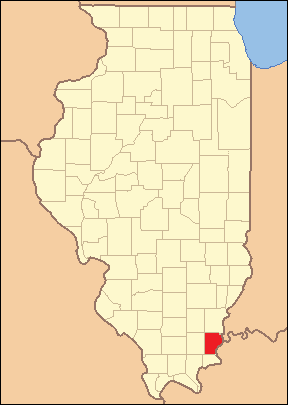